# Damernas scullerfyra i rodd vid olympiska sommarspelen 1996
Damernas scullerfyra i rodd vid olympiska sommarspelen 1996 avgjordes mellan den 22 och 28 juli 1996.

## Medaljörer
| Gren        | Guld                                                                            | Silver                                                                  | Brons                                                                 |
| Scullerfyra | Tyskland Katrin Rutschow-Stomporowski Jana Sorgers Kerstin Köppen Kathrin Boron | Ukraina Svetlana Mazij Dina Myftachutdinova Inna Frolova Olena Ronzjyna | Kanada Laryssa Biesenthal Diane O'Grady Kathleen Heddle Marnie McBean |

## Resultat

### A-final
| Placering | Roddare                                                                      | Land          | Tid     |
| --------- | ---------------------------------------------------------------------------- | ------------- | ------- |
| 1         | Katrin Rutschow-Stomporowski, Jana Sorgers, Kerstin Köppen och Kathrin Boron | Tyskland      | 6:27,44 |
| 2         | Svetlana Mazij, Dina Myftachutdinova, Inna Frolova och Olena Ronzjyna        | Ukraina       | 6:30,36 |
| 3         | Laryssa Biesenthal, Diane O'Grady, Kathleen Heddle och Marnie McBean         | Kanada        | 6:30,30 |
| 4         | Inger Pors Olsen, Ulla Werner Hansen, Sarah Lauritzen och Dorthe Pedersen    | Danmark       | 6:30,92 |
| 5         | Cao Mianying, Zhang Xiuyun, Liu Xirong och Gu Xiaoli                         | Kina          | 6:31,10 |
| 6         | Irene Eijs, Meike van Driel, Nelleke Penninx och Eeke van Nes                | Nederländerna | 6:35,54 |